# قسم مركزي الريفي (مقاطعة دشتي)
قسم مركزي الريفي (بالفارسية: دهستان مرکزی) هي قسم تقع في إيران في قسم. يقدر عدد سكانها بـ 5,331 نسمة .